# پام اسپرینگز (فلوریدا)
پام اسپرینگز (به انگلیسی: Palm Springs) روستای در شهرستان پام بیچ فلوریدا است که در سال ۱۹۵۷ بنیان‌گذاری شده‌است. این روستا طبق سرشماری سال ۲۰۱۰ میلادی، ۱۸٬۹۲۸ نفر جمعیت داشته و مساحت آن نیز ۴٫۳ کیلومتر مربع است.